# 単位行列
数学、特に線型代数学において、単位行列（たんいぎょうれつ、英: identity matrix, 独: Einheitsmatrix）とは、単位的環上で定義される同じ型の正方行列同士の、積演算における単位元のことである。

## 構成
単位行列はその対角成分に 1 が並び、他は全て 0 となる。行列要素を ai, j とすると次のように書ける。
{\displaystyle a_{i,j}=\left\{{\begin{matrix}1&(i=j)\\0&(i\neq j)\end{matrix}}\right.}
ただし、1, 0 は係数環の単位元と零元である。
{\displaystyle {\begin{bmatrix}1&0&\cdots &0\\0&1&\cdots &0\\\vdots &\vdots &\ddots &\vdots \\0&0&\cdots &1\end{bmatrix}}}

## 表記法
n次単位行列は En や In と記述されることが多い。混乱の恐れがないときには、単に E や I とも書かれる。
対角行列の記法を用いて In = diag(1, 1, …, 1) と書ける。
クロネッカーのデルタを用いると、En = (δi,j) と表すことができる。

## 性質
- 単位元である (AI = IA = A)
- 正方行列である
- 対角行列である
- 対称行列である
- 逆行列は自分自身である (I−1 = I)
- 固有値はすべて1
- 特異値はすべて1
- 行列式は1 (det(I) = 1）

## スカラー行列との関連
単位行列をスカラー倍したものをスカラー行列という。スカラーにスカラー行列を対応させる写像が単射ならば、係数環は行列群（線型代数群）あるいは行列環に部分群・部分環として埋め込まれ、係数環の中心は行列群あるいは行列環の中心に入る。特に可換体上の n次全行列環の中心は、埋め込まれた係数体そのもので、これを全行列環は係数体上中心的であるという。